# NGC 196
NGC 196은 고래자리에 위치한 렌즈형 은하이다. 1790년 12월 28일, 윌리엄 허셜에 의해 발견되었다.